# Grudzień 2016

## 31 grudnia
- W ataku terrorystycznym w stolicy Iraku wybuchły dwie bomby, w wyniku czego zginęło 27 osób, a 53 zostały ranne. Do przeprowadzenia zamachu przyznało się Państwo Islamskie. (wp.pl, onet.pl)
- Co najmniej 11 osób zginęło, a kilka znalazło się w stanie krytycznym, gdy uzbrojony mężczyzna zaczął strzelać do gości na przyjęciu w mieście Campinas na południowym wschodzie Brazylii. Na koniec sprawca masakry popełnił samobójstwo. (tvn24.pl)

## 30 grudnia
- Międzynarodowa Federacja Dziennikarzy podała, że 93 dziennikarzy i pracowników mediów zostało zabitych w 2016 roku podczas wykonywania pracy. Dalszych 29 zginęło w katastrofach lotniczych podczas lotów służbowych. (onet.pl)
- Turecka policja zatrzymała ok. 40 domniemanych bojowników Państwa Islamskiego. Operację na południu Turcji przeprowadziły specjalne jednostki policji z wykorzystaniem pojazdów opancerzonych i śmigłowca. (tvn24.pl)
- Sąd w Stambule wydał nakaz aresztowania stu wojskowych różnych stopni, wśród nich grupy oficerów służby czynnej, na podstawie podejrzenia, że utrzymywali kontakty z tureckim kaznodzieją, Fethullahem Gülenem. (tvn24.pl)
- Prezydent Rumunii Klaus Iohannis desygnował na premiera byłego ministra ds. łączności, kandydata rządzącej postkomunistycznej Partii Socjaldemokratycznej Sorina Grindeanu. (wp.pl, onet.pl)
- Policja znalazła niedaleko Rio de Janeiro w spalonym samochodzie zwęglone ciało 59-letniego ambasadora Grecji w Brazylii, Kyriakosa Amiridisa. Jako podejrzanych o udział w zabójstwie zatrzymano żonę dyplomaty i młodego oficera żandarmerii. (onet.pl)
- Trzęsienie ziemi o sile 6,2 stopni w skali Richtera nawiedziło rejon Sumbawa, we wschodniej Indonezji, ok. 30 km na południe od miasta Tolotanga. Hipocentrum wstrząsów znajdowało się na głębokości 72 km. Brak informacji o ofiarach lub stratach materialnych. (wp.pl)
- National Archives w Londynie opublikowało 319 stron korespondencji między Margaret Thatcher i jej najbliższymi współpracownikami na Downing Street, w kluczowych ministerstwach i ambasadzie brytyjskiej w Warszawie z lat 1988-89. (onet.pl)
- W wieku 83 lat w mieście Pawia na północy Włoch zmarł twórca znanego na całym świecie jajka Kinder, William Salice. Przez ponad pół wieku był on bliskim współpracownikiem Michele Ferrero. (onet.pl)

## 29 grudnia
- Siedmiu zwolenników organizacji Państwo Islamskie zostało zatrzymanych w Dagestanie, na południu Federacji Rosyjskiej. Planowali oni przeprowadzenie ataków na zlecenie dżihadystów w Syrii. (onet.pl)
- Stany Zjednoczone wydaliły 35 rosyjskich dyplomatów w ramach sankcji przeciwko Rosji w związku z ingerowaniem w amerykańskie wybory prezydenckie. (wp.pl)
- Prezydent Węgier János Áder przyjął nominację rządzącej partii Fidesz do pełnienia funkcji szefa państwa przez kolejną 5-letnią kadencję. (onet.pl)
- Egipski rząd zatwierdził porozumienie, w ramach którego ma przekazać Arabii Saudyjskiej dwie wyspy na Morzu Czerwonym. (tvn24.pl)
- Minister kultury i dziedzictwa narodowego Piotr Gliński i przedstawiciel Fundacji Książąt Czartoryskich, książę Adam Karol Czartoryski podpisali umowę, na mocy której cała kolekcja (m.in. „Dama z gronostajem” i ok. 80 tys. innych zabytków) wraz ze znajdującymi się w Krakowie budynkami została sprzedana państwu za 100 milionów euro. (wyborcza.pl)

## 28 grudnia
- Pięć osób zginęło, a 52 zostały ranne w katastrofie kolejowej w Dżabal al-Dżallud, południowej dzielnicy Tunisu. (webdo.tn)
- Nieznani napastnicy przeprowadzili zamach terrorystyczny w okręgu Karakax na południu w Sinkiangu, niespokojnym regionie na zachodzie Chin, zabijając dwie osoby. Wszyscy trzej napastnicy zostali zastrzeleni przez policję. (wp.pl)
- W wieku 84 lat zmarła Debbie Reynolds, matka zmarłej dzień wcześniej Carrie Fisher. (tmz.com)
- Brytyjczyk Bradley Wiggins, jeden z najbardziej utytułowanych zawodników w historii kolarstwa, ogłosił zakończenie kariery. (tvn24.pl)

## 27 grudnia
- Masowe groby z dziesiątkami ciał cywilów, którzy byli poddawani brutalnym torturom, zostały odnalezione w okolicach Aleppo w Syrii. (wp.pl)
- Potężny tajfun Nock-Ten zabił na Filipinach co najmniej sześć osób i zrujnował obchody Bożego Narodzenia w kilku prowincjach. Ponad 380 tys. osób opuściło domy i schroniło się w ośrodkach ewakuacyjnych. Początkowo prędkość wiatru sięgała 180 km/h, a w porywach nawet 255 km/h. Tajfun powalał drzewa oraz słupy energetyczne, pozbawiając prądu mieszkańców pięciu prowincji. Odwołano ponad 300 lotów krajowych i międzynarodowych, głównie na lotnisku w stołecznej Manili. (onet.pl)
- 15 osób zostało rannych w wyniku wypadnięcia z pasa startowego samolotu Boeing 737 z 161 osobami na pokładzie. Do zdarzenia doszło na lotnisku Dabolim w stanie Goa w Indiach. (wp.pl)
- Były sekretarz stanu USA Henry Kissinger będzie doradzał Donaldowi Trumpowi w sprawach polityki zagranicznej i ma m.in. opracować plan ustabilizowania sytuacji na Ukrainie. Z kolei były zastępca doradcy ds. bezpieczeństwa narodowego Thomas Bossert został nominowany na doradcę ds. bezpieczeństwa i antyterroryzmu. Ponadto mianowano głównego prawnika The Trump Organization Jasona Greenblatta na nowe stanowisko „specjalnego przedstawiciela USA ds. negocjacji międzynarodowych”. (onet.pl, onet.pl, onet.pl)
- Trzęsienie ziemi o sile 5,6 w skali Richtera nawiedziło Rumunię ok. godz 23.20. Epicentrum wstrząsów znajdowało się ok. 8 km od miasta Nereju na wschodzie kraju, z kolei hipocentrum na głębokości 81 km. Nie ma informacji o zniszczeniach lub ofiarach. (wp.pl)
- W wieku 60 lat zmarła Carrie Fisher, amerykańska aktorka, scenarzystka i pisarka. (wp.pl)

## 26 grudnia
- 30 osób utonęło w jeziorze Alberta w Ugandzie po tym, jak statek, którym płynęli, przewrócił się. Na przeciążonym statku płynęło 45 osób, w tym piłkarze jednej z ugandyjskich drużyn oraz kibice. Służbom i okolicznym rybakom udało się wydobyć z wody 15 osób. (wp.pl)
- W ostrzale syryjskiej armii rządowej w okolicach Damaszku zginęło co najmniej 14 cywilów, a wielu zostało rannych. W nalocie na miasto Wadi Barada, położone na północny zachód od Damaszku, kilkadziesiąt osób zostało rannych. (onet.pl)
- Dziesiątki osób zostało stratowanych po wybuchu paniki w świątyni Sabarimala w stanie Kerala. Dwie osoby znajdują się w stanie krytycznym[1].
- 3 osoby zginęły w wyniku pożaru mieszkania w centrum Łomży. (wyborcza.pl)

## 25 grudnia
- 92 osoby zginęły w katastrofie samolotu Tu-154 rosyjskiego ministerstwa obrony, który spadł do Morza Czarnego. Większość ofiar to muzycy Chóru Aleksandrowa. Prezydent Rosji Władimir Putin ogłosił w dniu 26 grudnia żałobę narodową. (tvn24.pl, wp.pl)
- W serii ataków z użyciem ładunków wybuchowych w Bagdadzie i okolicy zginęło co najmniej 11 cywilów, a 34 zostało rannych. (wp.pl)
- Nad Filipiny dotarł tajfun Nock-Ten, w wyniku czego z terenów najbardziej zagrożonych (półwyspu Bicol i okolicznych wysp) ewakuowano kilkadziesiąt tysięcy ludzi. Wiatr osiągał tam w porywach prędkość przekraczającą 200 km/h. (onet.pl)
- Trzęsienie ziemi o magnitudzie 7,7 nawiedziło południowo-zachodnie Chile. Epicentrum znajdowało się ok. 225 km na południowy zachód od miasta Puerto Montt, a hipocentrum wstrząsu znajdowało się na głębokości 15 km. Wydano ostrzeżenie przed falami tsunami, które zostało odwołane 2h później. W wielu miejscach osunęła się ziemia, uszkodzone są też nawierzchnie dróg. Nie ma ofiar śmiertelnych. (wp.pl)
- W wieku 53 lat zmarł George Michael, brytyjski piosenkarz, kompozytor i producent. (wp.pl)
- W wieku 88 lat zmarła Vera Rubin, amerykańska astronom, pionierka badań ciemnej materii. (theguardian.com)

## 24 grudnia
- W wybuchu przed kościołem katolickim na Filipinach zostało rannych 16 osób. Do ataku doszło podczas Pasterki przed świątynią w mieście Midsayap na wyspie Mindanao. (wp.pl)
- Jak podało tureckie MSW, w ciągu ostatnich 6 miesięcy formalnie aresztowano w tym kraju 1656 internautów, którym zarzuca się im wspieranie organizacji terrorystycznych lub obrazę przedstawicieli władz w mediach społecznościowych. (onet.pl)
- Hiszpański Trybunał Konstytucyjny wydał orzeczenie, którym anuluje niedawne uchwały regionalnego parlamentu Katalonii dotyczące wypracowania ustaw w sprawie oderwania tego regionu od reszty Hiszpanii i jego usamodzielnienia. Orzeczenie wydano na wniosek liberalnej partii Ciudadanos i Partii Socjalistów Katalonii. (wp.pl)
- W Augsburgu na południu Niemiec zarządzono ewakuację 54 tys. osób, aby można było rozbroić 1,8-tonową bombę z czasów II wojny światowej. (wp.pl)
- Cztery byłe myśliwce F-4 Phantom II wykonały ostatni lot w barwach amerykańskiego lotnictwa wojskowego. Po wylądowaniu formalnie skończyła się aktywna służba tych maszyn, która trwała 56 lat. F-4 brały udział w szeregu wojen, ale największą sławę zdobyły nad Wietnamem. (tvn24.pl)

## 23 grudnia
- Anis Amri, 24-letni zamachowiec odpowiedzialny za atak w Berlinie, został zastrzelony przez włoską policję w okolicy Mediolanu. (wp.pl)
- Media poinformowały o porwaniu samolotu Airbus A320 należącego do libijskich linii lotniczych Afriqiyah Airways. Samolot wylądował na Malcie, gdzie otoczyło go wojsko. Na pokładzie znajdowało się 118 osób. (onet.pl)
- Rumuńska prokuratura wojskowa oskarżyła byłego prezydenta Iona Iliescu i byłego premiera Petre Romana o zbrodnie przeciwko ludzkości. Wskazała ich jako odpowiedzialnych za represje wobec uczestników demonstracji w 1990 r., podczas której zginęły cztery osoby, a ok. 1300 zostało rannych. (onet.pl)
- W wieku 66 lat zmarła stewardesa Vesna Vulović, która jako jedyna przeżyła katastrofę samolotu jugosłowiańskich linii lotniczych JAT w 1972 roku. Trafiła wówczas do Księgi rekordów Guinnessa za „skok bez spadochronu z największej wysokości”. (tvn24.pl)
- Rada Bezpieczeństwa ONZ po wstrzymaniu się od głosu przez USA przyjęła rezolucję domagającą się od Izraela wstrzymania budowy osiedli na okupowanych terytoriach palestyńskich. (wp.pl)

## 22 grudnia
- Czterech pracowników humanitarnych oraz siedmiu cywilów zostało zabitych w Mosulu. (onet.pl)
- Armia syryjska ogłosiła przejęcie całkowitej kontroli nad Aleppo, co kończy trwające od połowy listopada walki o to miasto. (polsatnews.pl)
- W trakcie prowadzonej od tygodnia operacji wojskowej armii nigeryjskiej przeciwko Boko Haram w stanie Borno, w północno-wschodniej części kraju, uwolniono 1880 cywilów przetrzymywanych przez tę organizację. (onet.pl)
- 13 osób zostało zatrzymanych w Walencji przez policję hiszpańską i polską. Operację antynarkotykową koordynował Europol. Wśród zatrzymanych są Polacy, Hiszpanie oraz Czech i Marokańczyk. (wp.pl)
- Australijska policja zatrzymała siedem osób, podejrzewanych o plan ataku terrorystycznego w Melbourne. Wszyscy zatrzymani to młodzi ludzie urodzeni w Australii, ale pochodzenia bliskowschodniego, libańskiego i egipskiego. (onet.pl)
- Republikanka Kellyanne Conway, która kierowała kampanią wyborczą republikańskiego kandydata na prezydenta USA Donalda Trumpa, zostanie jego główną doradczynią. (onet.pl)

## 21 grudnia
- Armia turecka straciła 14 żołnierzy w walkach o odzyskanie kontroli nad miastem Al-Bab w pobliżu Aleppo. 33 żołnierzy zostało rannych. (wp.pl)
- Pekin i 23 inne chińskie metropolie ogłosiły najwyższy, czerwony stopień alertu smogowego. Smog zaległ nad całymi północno-wschodnimi Chinami, zamieszkanymi przez pół miliarda ludzi. (wyborcza.pl)

## 20 grudnia
- 31 osób zginęło, a około 70 zostało rannych, gdy na targowisku „San Pablito” w mieście Tultepec na przedmieściach stolicy Meksyku doszło do serii eksplozji sprzedawanych tam fajerwerków[2]. (tvn24.pl)
- Liczba osób, które zmarły w Irkucku we wschodniej Syberii w wyniku zatrucia płynem do kąpieli „Bojarysznik” wzrosła do 61; kilkadziesiąt trafiło do szpitali. (wp.pl, onet.pl)
- Pięć osób zginęło, a jedna została ranna w katastrofie samolotu transportowego Boeing 727 w Kolumbii. Maszyna, należąca do linii lotniczych AeroSucre, rozbiła się niedługo po wystartowaniu z lotniska. Leciała z południowo-kolumbijskiego miasta Puerto Carreño w kierunku Bogoty. (onet.pl)
- Prezydent Gambii Yahya Jammeh zapowiedział, że nie ustąpi ze stanowiska i nie przekaże władzy swemu rywalowi w grudniowych wyborach Adamie Barrowowi. (onet.pl)

## 19 grudnia
- W uzdrowiskowym Wiesbaden w Niemczech zastrzelona została 59-letnia właścicielka kiosku, a jej mąż i siostrzeniec zostali ranni. (wp.pl)
- Kolegium Elektorów Stanów Zjednoczonych wybrało Donalda Trumpa na 45. prezydenta kraju. W przeprowadzonych 8 listopada wyborach na Trumpa oddano 62 352 375 głosów, a na jego główną rywalkę, Hillary Clinton 64 429 062 głosy. Trump zdobył jednak więcej głosów elektorskich od kandydatki Demokratów. (wprost.pl)
- Stany Zjednoczone po raz kolejny rozszerzyły sankcje nałożone na Rosję za kontynuowanie okupacji ukraińskiego Krymu oraz ekspansywną politykę prowadzoną na wschodzie Ukrainy. Sankcje zostały nałożone na sześć osób związanych z Bankiem Rossija oraz na jedną mającą powiązania z firmą, która buduje bazę wojskową w pobliżu granicy rosyjsko-ukraińskiej. (onet.pl)
- Papież Franciszek ułaskawił hiszpańskiego księdza Lucio Ángel Vallejo Baldę, skazanego na 1,5 roku pozbawienia wolności za kradzież i rozpowszechnienie poufnych dokumentów, dotyczących finansów Stolicy Apostolskiej. (wp.pl)

## 18 grudnia
- Liczba osób, które zmarły w Irkucku we wschodniej Syberii po wypiciu środka kosmetycznego z metanolem, wzrosła do 41. W mieście wprowadzono stan nadzwyczajny. Wcześniej informowano, że do sprzedaży trafiła nalewka z głogu na spirytusie, do przygotowania której użyto skażonego alkoholu. (tvn24.pl)
- W katastrofie wojskowego samolotu transportowego C-130 Hercules, który rozbił się w górzystym, trudno dostępnym rejonie indonezyjskiej prowincji Papua zginęły wszystkie osoby znajdujące się na pokładzie, tj. 3 pilotów i 10 pasażerów. (tvn24.pl, wp.pl)
- Co najmniej 12 osób zginęło, a 49 zostało rannych po tym, jak w odwiedzających bożonarodzeniowy jarmark w Berlinie wjechała ciężarówka. Do przeprowadzenia zamachu przyznało się Państwo Islamskie. (wp.pl, wp.pl)
- Trzy osoby zostały ranne w strzelaninie w centrum w Zurychu w Szwajcarii. Doszło do niej w pobliżu dworca głównego. Sprawcy uciekli. (wp.pl)
- Andriej Karłow, rosyjski ambasador w Ankarze zginął w następstwie postrzału. Jak podają media, napastnik został zastrzelony podczas akcji. Zidentyfikowano go jako ankarskiego policjanta. (onet.pl)
- Rząd Ukrainy podjął decyzję o nacjonalizacji największego komercyjnego banku w tym kraju, PrivatBanku. (wpolityce.pl)
- Nieznane wcześniej góry, doliny oraz potężną kotlinę odkryli naukowcy sponsorowani przez Europejską Agencję Kosmiczną. Te formy ukształtowania terenu ukryte są na Antarktydzie pod kilkukilometrową warstwą lodu. (onet.pl)
- Real Madryt zdobył klubowe mistrzostwo świata w piłce nożnej pokonując z w finale Kashima Antlers 4:2 (po dogrywce). (se.pl)
- W finale rozgrywanych w Szwecji mistrzostw Europy piłkarek ręcznych Norweżki pokonały Holenderki 30:29. (interia.pl)

## 17 grudnia
- Dżihadyści z Państwa Islamskiego przyznali się do zamachu samobójczego na południu Jemenu, w którym zginęło prawie 50 żołnierzy. (wp.pl)
- W Irkucku we wschodniej Syberii do sprzedaży trafiła partia nalewki z głogu na spirytusie, do przygotowania której użyto skażonego alkoholu. 18 osób trafiło do szpitala, w tym 15 zmarło. (wp.pl)
- 13 żołnierzy zginęło, a 48 zostało rannych w zamachu bombowym na autobus wiozący kończących służbę wojskowych, do którego doszło w mieście Kayseri w środkowej Turcji. (wp.pl)
- Prorosyjscy separatyści na wschodzie Ukrainy wznowili ataki na siły rządowe w okolicach strategicznie ważnego miasta Debalcewo, gdzie zginęło pięciu ukraińskich żołnierzy. (onet.pl)
- Trzęsienie ziemi o magnitudzie 7,9 miało miejsce u wybrzeży Nowej Irlandii, wyspy na Pacyfiku, stanowiącej najdalej na północny wschód wysuniętą prowincję Papui-Nowej Gwinei. Epicentrum wstrząsów znajdowało się w odległości 157 km na wschód od miasta Rabaul. Ognisko znajdowało się na głębokości 73 km. Nie ma doniesień o ofiarach. (wp.pl)

## 16 grudnia
- Trzech policjantów zostało rannych w wyniku eksplozji w komisariacie policji w Damaszku. Zdalnie zdetonowany został pas z ładunkami wybuchowymi, jaki miała na sobie kilkuletnia dziewczynka. (tvn24.pl)
- Po raz pierwszy przeprowadzono próby lotniskowca Liaoning przy użyciu ostrej amunicji. Liaoning i towarzyszące mu okręty eskorty krążyły po Zatoce Pohaj. 10 samolotów Shenyang J-15 z lotniskowca atakowało symulowane cele przy pomocy rakiet, a okręty atakowały udawane cele przy pomocy rakiet oraz dział. (tvn24.pl)
- Prezydent elekt Donald Trump poinformował, że ambasadorem USA w Izraelu zostanie David Friedman, 57-letni prawnik zajmujący się upadłościami. W trakcie kampanii był on doradcą Trumpa. (tvn24.pl)
- Posłowie polskiej opozycji zablokowali Salę Plenarną Sejmu, po czym protesty przeniosły się na ulice. (wprost.pl)

## 15 grudnia
- W gabinecie lekarskim w pobliżu dworca głównego w Marburgu w Niemczech znaleziono zwłoki dwóch lekarzy, którzy zginęli od kilku strzałów. (onet.pl)
- Przywódcy unijni zgodzili się na szczycie w Brukseli na przedłużenie o kolejne pół roku sankcji gospodarczych wobec Rosji za agresję na Ukrainę. (onet.pl)
- Uruchomiono europejski system nawigacji satelitarnej Galileo. (pulsinnowacji.pb.pl)
- Przedstawiciele państw unijnych i Parlamentu Europejskiego porozumieli się w sprawie rezerwacji częstotliwości, które pozwolą na budowę superszybkiego internetu 5G w całej Unii Europejskiej. (onet.pl)
- Amerykański portal Yahoo! ogłosił, że podczas ataku, do którego doszło w sierpniu 2013 roku hakerzy wykradli informacje z ponad miliarda kont użytkowników serwisu. (onet.pl)
- Premier Landu Górnej Austrii, Josef Pühringer poinformował o decyzji dotyczącej domu rodzinnego Adolfa Hitlera w Braunau am Inn: po wywłaszczeniu obecnych właścicieli stanie się siedzibą organizacji charytatywnej. (wp.pl)
- Stan Massachusetts wprowadził prawo legalizujące używanie marihuany w celach rekreacyjnych. Po blisko trzyletniej walce o wprowadzenie pozwolenia, ustalono, że będzie ona dostępna dla osób, które ukończyły 21 rok życia. (wp.pl)
- W wielu 69 lat zmarł Bohdan Smoleń, polski aktor, piosenkarz komediowy i artysta kabaretowy. (gazeta.pl)

## 14 grudnia
- Zgromadzenie Narodowe, izba niższa francuskiego parlamentu, zaaprobowało przedłużenie stanu wyjątkowego do 15 lipca 2017 roku, z uwagi na wiosenne wybory prezydenckie i parlamentarne. (onet.pl)
- Niższa izba włoskiego parlamentu, Izba Deputowanych, przyjęła znaczną większością głosów (368 do 105) wotum zaufania dla nowego premiera Paolo Gentiloniego. Opozycyjni deputowani z Ruchu Pięciu Gwiazd i Ligi Północnej wstrzymali się od głosu. (onet.pl)
- Prezydent Rosji Władimir Putin czwarty rok z rzędu otwiera ranking najbardziej wpływowych ludzi na świecie, sporządzony przez amerykański magazyn „Forbes”. Na opublikowanej liście Putin wyprzedza Donalda Trumpa i Angelę Merkel. (tvn24bis.pl)
- Co najmniej 40 miliardów m³ gazu ziemnego zawierają złoża odkryte przez służby geologiczne Ukrainy na szelfie w południowo-zachodniej części Morza Czarnego. (tvn24bis.pl)

## 13 grudnia
- Międzynarodowa koalicja walcząca z Państwem Islamskim potwierdziła zabicie w nalocie w Syrii trzech wyższych rangą dżihadystów z Państwa Islamskiego, z których dwóch miało związek z przygotowaniem zamachów terrorystycznych w Paryżu w 2015 roku. (onet.pl)
- Prezydent elekt USA Donald Trump desygnował na stanowisko sekretarza stanu Rexa Tillersona, szefa koncernu naftowego ExxonMobil. Z kolei sekretarzem energii zostanie były gubernator Teksasu, Rick Perry. Natomiast Ryan Zinke, były dowódca jednostki Navy SEALs otrzymał od Donalda Trumpa ofertę objęcia urzędu sekretarza ds. wewnętrznych. (onet.pl, tvn24.pl, tvn24.pl)
- Dowódca naczelny sił lądowych USA w Europie gen. Frederick Hodges poinformował, że na początku 2017 r. ok. 4 tys. żołnierzy amerykańskich z pojazdami i sprzętem przybędzie m.in. do Bremerhaven, skąd udadzą się dalej do Polski. (onet.pl)
- Polski dyplomata Paweł Herczyński zostanie dyrektorem departamentu polityki bezpieczeństwa i zapobiegania konfliktom w Europejskiej Służbie Działań Zewnętrznych. (onet.pl)
- Muhammad V Faris Petra objął urząd króla Malezji. (bbc.com)

## 12 grudnia
- Sześć osób zatrzymały brytyjskie służby podczas operacji antyterrorystycznej w środkowej Anglii. Funkcjonariusze oddziałów antyterrorystycznych policji weszli do czterech mieszkań w Derby oraz do domów w Burton upon Trent i Londynie. (wp.pl)
- Prezydent Wenezueli Nicolás Maduro zarządził zamknięcie granic z sąsiednią Kolumbią na okres 72 godzin aby „położyć kres przemytowi waluty przez mafie, których celem jest zdestabilizowanie gospodarki kraju”. (onet.pl)
- Francuska policja poszukiwała czterech mężczyzn podejrzanych o dokonanie kradzieży 70 kg złotego pyłu wartego ok. 1,5 miliona euro. (wp.pl)
- Były portugalski premier António Guterres został zaprzysiężony na nowego sekretarza generalnego ONZ. (wp.pl)
- Dotychczasowy wicepremier i minister finansów Bill English zastąpił na stanowisku premiera Nowej Zelandii Johna Keya, który podał się tydzień wcześniej do dymisji z przyczyn osobistych. (bbc.com)

## 11 grudnia
- Na drodze prowadzącej z Nairobi do miasta Naivasha w Kenii doszło do wybuchu cysterny z gazem. Kierowca stracił kontrolę nad pojazdem i staranował 11 samochodów, w wyniku czego zginęło 30 ludzi. (wp.pl)
- Co najmniej 25 osób zginęło, a 49 osób zostało rannych w wyniku eksplozji w okolicy koptyjskiej katedry św. Marka w Kairze w Egipcie. (gazeta.pl)
- 16 osób zginęło, a siedem zostało rannych po eksplozji samochodu pułapki w stolicy Somalii, Mogadiszu. Do zdarzenia doszło przy wjeździe do portu. (wp.pl)
- W Faludży w środkowej części Iraku doszło do dwóch zamachów terrorystycznych z udziałem samochodów pułapek. W wyniku eksplozji śmierć poniosło osiem osób. Za zamachy odpowiada Państwo Islamskie. (wp.pl)
- Trzech żołnierzy ukraińskich sił rządowych zginęło, a dwóch zostało rannych w wyniku walk z prorosyjskimi separatystami w Donbasie na wschodzie kraju. (wp.pl)
- Bojownicy Państwa Islamskiego ponownie przejęli kontrolę nad starożytną Palmirą we wschodniej Syrii po krótkim odwrocie w obliczu rosyjskich ataków z powietrza na ich pozycje. (onet.pl)
- Po dymisji Matteo Renziego z funkcji premiera Włoch, na jego miejsce prezydent Sergio Mattarella desygnował dotychczasowego szefa dyplomacji Paolo Gentiloniego. (onet.pl)
- Postkomunistyczna Partia Socjaldemokratyczna zwyciężyła w wyborach parlamentarnych w Rumunii, uzyskując ok. 45% głosów. Na drugim miejscu jest centroprawicowa Partia Narodowo-Liberalna z 20-21%. (wp.pl)
- W Macedonii odbyły się przedterminowe wybory parlamentarne, mające zakończyć trwający blisko dwa lata kryzys polityczny. (onet.pl)
- Prawie 80% wyborców w Kirgistanie opowiedziało się w referendum za zmianami w konstytucji zmierzającymi do wzmocnienia stanowiska premiera. Frekwencja wyniosła 42%. (tvn24.pl)
- Na aukcji we francuskim Lyonie sprzedano szkielet drapieżnego dinozaura mający 7,5 m długości i 2,5 m wysokości. Wylicytowana suma wyniosła 1,28 mln euro. (onet.pl)
- Zakończyły się, rozgrywane w Budapeszcie, mistrzostwa świata w zapasach. (unitedworldwrestling.org)
- We włoskiej miejscowości Chia rozegrano mistrzostwa Europy w biegach przełajowych. (european-athletics.org)
- Zakończyły się, rozgrywane w kanadyjskim Windsorze, mistrzostwa świata w pływaniu na krótkim basenie. (omegatiming.com)

## 10 grudnia
- Co najmniej 160 osób zginęło pod gruzami świątyni ewangelikalnego Kościoła Biblijnego w mieście Uyo w południowo-wschodniej Nigerii, który zawalił się w sobotę. Do katastrofy budowlanej doszło podczas ingresu nowego biskupa wielebnego Akana Weeks. (wp.pl)
- Zamachowiec samobójca zabił 40 jemeńskich żołnierzy i ranił ok. 70, wysadzając się w powietrze w Adenie koło kolejki czekającej na wypłatę żołdu. (onet.pl)
- Co najmniej 38 osób zginęło, a 155 osób zostało rannych, w tym wielu policjantów na skutek wybuchu samochodu pułapki niedaleko stadionu piłkarskiego Besiktasu Stambuł w Turcji. Do zamachu przyznała się organizacja bojowa Sokoły Wolności Kurdystanu. (wp.pl, onet.pl)
- Co najmniej siedem osób zginęło, a 29 zostało rannych (w tym 10 jest w stanie ciężkim) w eksplozji pociągu z propanem-butanem oraz propylenem na stacji we wsi Chitrino w północno-wschodniej Bułgarii. Pociąg składał się z 26 wagonów cystern, siedem z nich się wykoleiło, dwa wybuchły, gdy zaczepiły o przewody elektryczne. Straty materialne we wsi są duże: 20 domów zostało całkowicie zburzonych, ok. 50 innych jest poważnie uszkodzonych, w tym budynki rady miejskiej, komisariatu policji i banku. (onet.pl)
- Tureckie władze wydały nakazy aresztowania kolejnych 55 osób, w tym biznesmenów podejrzewanych o finansowe wspieranie Fethullaha Gülena, oskarżanego przez Ankarę o organizację nieudanego puczu w Turcji w połowie lipca. (wp.pl)
- Prezes banku Goldman Sachs Gary Cohn ma zostać szefem Narodowej Rady Gospodarczej w Białym Domu za prezydentury Donalda Trumpa. Z kolei na sekretarza skarbu wybrano wywodzącego się z tego banku finansistę Stevena Mnuchina. (tvn24.pl)
- Andżelika Borys wygrała podczas IX Zjazdu wybory na prezesa nieuznawanego przez władze w Mińsku Związku Polaków na Białorusi. Borys zdobyła 99 głosów delegatów, a jej kontrkandydata Mieczysława Jaśkiewicza poparło 85 osób. (wp.pl)
- Amerykański sekretarz stanu John Kerry otrzymał  najwyższe francuskie odznaczenie z rąk swego francuskiego odpowiednika Jean-Marc Ayraulta. Otrzymał order II klasy, zostając Wielkim Oficerem Legii Honorowej. (tvn24.pl)
- Dwie bardzo dobrze zachowane kamienne figurki sprzed 8 tys. lat, przedstawiające nagie kobiety, odkryli polscy archeolodzy w czasie tegorocznych wykopalisk w Çatalhöyük, położonego  w południowej części Wyżyny Anatolijskiej w centralnej Turcji. (onet.pl)
- We Wrocławiu odbyła się 29. ceremonia wręczenia Europejskich Nagród Filmowych. (newsweek.pl)

## 9 grudnia
- Ponad 56 ludzi zginęło, a co najmniej 180 zostało rannych, gdy dwie terrorystki samobójczynie zdetonowały przytroczone do własnych ciał ładunki wybuchowe na ruchliwym targowisku w mieście Madagali w stanie Adamawa na północnym wschodzie Nigerii. Przypuszcza się, że zostały wysłane przez islamistyczne ugrupowanie zbrojne Boko Haram. (onet.pl)
- Sześciu egipskich policjantów zginęło, a trzech zostało rannych w wyniku eksplozji bomby umieszczonej w koszu na śmieci przy punkcie kontrolnym w Kairze. Rannych zostało również czterech cywilów. (wp.pl)
- Tureckie siły bezpieczeństwa przeprowadziły jednoczesne obławy w celu aresztowania 58 funkcjonariuszy policji i 136 pracowników domów studenckich. Władze podejrzewają ich o współpracę ze zwolennikami muzułmańskiego kaznodziei Fethullaha Gülena. (wp.pl)
- Parlament Korei Południowej zagłosował za odsunięciem od władzy prezydent Park Geun-hye, której zarzuca się płatną protekcję. Szefowa państwa została zawieszona w wykonywaniu obowiązków do czasu wydania wyroku w tej sprawie przez Trybunał Konstytucyjny. W tym czasie obowiązki głowy państwa będzie pełnił premier Hwang Kyo-ahn. (wp.pl)
- Andrew Puzder, szef sieci tanich restauracji szybkiej obsługi, został nominowany na ministra pracy w administracji prezydenta elekta Donalda Trumpa. (onet.pl)
- Wg raportu Richarda McLarena przygotowane na Światowej Agencji Antydopingowej ponad 1000 rosyjskich sportowców brało udział w programie dopingowym w latach 2011–2015. (tvn24.pl)

## 8 grudnia
- Według raportu ONZ od początku kwietnia 2014 roku do połowy listopada 2016 roku na terenie Donbasu zginęło 9758 osób, a rannych zostało 22779. Bilans dotyczy zarówno ludności cywilnej, jak i ukraińskich żołnierzy oraz członków separatystycznych formacji. (wp.pl)
- W północno-zachodniej Rosji rozlokowane zostały systemy rakietowe typu ziemia-powietrze S-400 Triumf, gdzie będą testowane w ramach systemu obrony powietrznej Zachodniego Okręgu Wojskowego. (wp.pl)
- Chiny wzmocniły swoje siły na granicy z Indiami, rozmieszczając tam dodatkowe siły powietrzne (myśliwce Chengdu J-10 i Shenyang J-11, samoloty wczesnego ostrzegania KJ-500, bombowce strategiczne H-6K) oraz pociski rakietowe średniego zasięgu w najdalej na zachód wysuniętych prowincjach Sinciang i Tybet. (wp.pl)
- Do południowokoreańskiego parlamentu formalnie wpłynął projekt ustawy w sprawie impeachmentu prezydent Park Geun-hye, oskarżanej o uwikłanie w płatną protekcję. (onet.pl)
- Przywódca opozycyjnej Nowej Partii Patriotycznej Nana Akufo-Addo wygrał wybory prezydenckie w Ghanie pokonując obecnego szefa państwa Johna Dramani Mahamę. (onet.pl)
- Były minister ds. budżetu w rządzie prezydenta Francji François Hollande’a, Jérôme Cahuzac, którego zadaniem była walka z przestępstwami podatkowymi, został skazany na trzy lata więzienia za unikanie płacenia podatków i pranie pieniędzy. (onet.pl)
- Papież Franciszek przyjął rezygnację kard. Stanisława Dziwisza z posługi arcybiskupa metropolity krakowskiego i mianował na tę funkcję abp. Marka Jędraszewskiego, dotychczasowego metropolitę łódzkiego. (archidiecezja.lodz.pl)
- Trzęsienie ziemi o sile 7,7 stopni w skali Richtera wystąpiło w pobliżu Wysp Salomona, archipelagu w południowo-zachodniej części Oceanu Spokojnego. Epicentrum trzęsienia znajdowało się w odległości około 70 km od Wysp Salomona, a hipocentrum na głębokości prawie 49 km. Epicentrum znajdowało się pod dnem morskim na głębokości ponad 40 km na południu archipelagu Wysp Salomona, w odległości około 70 km na południowy zachód od miasta Kirakira. Centrum Ostrzegania przed Tsunami na Pacyfiku ogłosiło alarm. (wp.pl, onet.pl)
- O godzinie 15.50 czasu polskiego doszło do trzęsienia ziemi o magnitudzie 6,5 u wybrzeży Kalifornii. Epicentrum trzęsienia znajdowało się ok. 165 km na zachód od Kalifornii, dokładnie na wodach Pacyfiku. Jego głębokość określono na 10 km. (tvnmeteo.tvn24.pl)

## 7 grudnia
- Co najmniej 102 osoby zginęły, a ponad 700 zostało rannych w trzęsieniu ziemi o magnitudzie 6,5, które nawiedziło prowincję Aceh w północnej części Sumatry na zachodzie Indonezji. Nastąpiło również 5 wstrząsów wtórnych, ale nie było zagrożenia tsunami. Katastrofa zniszczyła kilkadziesiąt budynków. (wp.pl, onet.pl)
- 55 osób zginęło w nalocie na zatłoczone targowisko w kontrolowanej przez Państwo Islamskie miejscowości Kaim na zachodzie Iraku przy granicy z Syrią. Ponadto zabitych zostało ośmiu dżihadystów. (onet.pl)
- 48 osób zginęło w katastrofie samolotu ATR-42 pakistańskich linii lotniczych, do której doszło na północy Pakistanu. Samolot leciał do Islamabadu z Czitral. Rozbił się w górzystym terenie w okolicach miasta Havelian. (wp.pl)
- Izrael przyjął projekt ustawy legalizującej dzikie osiedla żydowskie wybudowane na prywatnych palestyńskich gruntach na Zachodnim Brzegu Jordanu. Parlament Izraela przyjął ustawę już w pierwszym czytaniu. (wp.pl)
- Donald Trump zdecydował się powierzyć stanowisko sekretarza bezpieczeństwa kraju emerytowanemu generałowi Johnowi Kelly’emu. Z kolei gubernator z Iowa Terry Branstad, wieloletni przyjaciel przewodniczącego ChRL Chin Xi Jinpinga, został wybrany przez Donalda Trumpa na ambasadora USA w Pekinie. (wp.pl, onet.pl)
- Naczelny dowódca sił NATO w Europie gen. Curtis Scaparrotti poinformował, że po próbie wojskowego puczu w Turcji z europejskiego dowództwa Sojuszu odeszło lub zostało odwołanych około 150 doświadczonych oficerów. (oent.pl)
- W Moskwie i obwodzie moskiewskim rosyjskie służby bezpieczeństwa zatrzymały co najmniej 20 osób podejrzewanych o ekstremizm, wspieranie terroryzmu i powiązania z nielegalnym ruchem wahabickim. (tvn24.pl)
- Tygodnik „Time” przyznał Donaldowi Trumpowi tytuł Człowieka Roku. (time.com)
- Komisja Europejska nałożyła 485 mln euro kary na trzy banki: Credit Agricole, HSBC i JPMorgan Chase za sprzeczną z prawem UE wymianę poufnych informacji i zmowę ws. poziomu międzybankowej stopy procentowej strefy euro EURIBOR. (onet.pl)

## 6 grudnia
- Sąd w Rijadzie skazał 15 osób na kary śmierci za szpiegostwo na rzecz Iranu. Osoby te były wśród 32 zatrzymanych w 2013 roku pod zarzutem szpiegowania dla Iranu. Ich proces ruszył w lutym br. (wp.pl)
- Premier Francji Manuel Valls podał się do dymisji w związku z zaplanowanymi na wiosnę wyborami prezydenckimi, w których zamierza wziąć udział. Prezydent François Hollande desygnował na stanowisko premiera dotychczasowego ministra spraw wewnętrznych Bernarda Cazeneuve’a. (tvn24.pl)
- Hiszpańska policja znalazła na pokładzie rybackiego kutra na Morzu Śródziemnym prawie 2,6 tony kokainy. W związku ze sprawą zatrzymano 24 osoby podejrzane o przynależność do siatki przemytniczej. (tvn24.pl)

## 5 grudnia
- Co najmniej 11 osób zginęło, a 75 zostało rannych w pożarze czterogwiazdkowego hotelu Regent Plaza Hotel w centrum Karaczi na południu Pakistanu. Ogromny pożar objął kilka pięter oraz odciął drogi ewakuacyjne. (wp.pl)
- Do 36 wzrosła liczba ofiar tragicznego pożaru w Oakland w USA, który wybuchł podczas imprezy w starej hali magazynowej, przerobionej na klub. (wp.pl)
- 11 górników zginęło w wypadku w kopalni węgla w prowincji Hubei w środkowych Chinach. (onet.pl)
- W pobliżu jednej ze szkół w mieście Kristiansand na południu Norwegii nieznany napastnik ciężko ranił kobietę i chłopca. Oboje zmarli wkrótce po przewiezieniu do szpitala. (wp.pl)
- Podczas konferencji prasowej w Paryżu Manuel Valls poinformował, że odchodzi ze stanowiska premiera, ponieważ zamierza kandydować w wyborach prezydenckich zaplanowanych na maj 2017 roku. (onet.pl)
- Premier Nowej Zelandii John Key zapowiedział swoją dymisję na konferencji prasowej w Wellington. Dymisję uzasadnił „względami rodzinnymi”. (onet.pl)
- Prezydent elekt Donald Trump wybrał Bena Carsona, swego rywala w walce o nominację Partii Republikańskiej w wyborach prezydenckich, na szefa departamentu urbanizacji. (tvn24.pl)
- Abu al-Hasan al-Muhadżer został nowym szefem propagandy Państwa Islamskiego. (onet.pl)

## 4 grudnia
- 46 osób, w większości cywilów, zginęło w bombardowaniach kontrolowanej głównie przez rebeliantów prowincji Idlib na północy Syrii. Nalotów dokonały prawdopodobnie Rosja i Syria. (wp.pl)
- W wypadku autokaru w Rosji, w Chanty-Mansyjskim okręgu autonomicznym w zachodniej Syberii zginęło co najmniej 12 osób, a 21 odniosło obrażenia wymagające hospitalizacji. (wp.pl)
- Na Ukrainie w wyniku strzelaniny zginęło pięciu policjantów. Strzelały do siebie dwie grupy funkcjonariuszy: patrol policji i pracownicy podlegającej policji Państwowej Służby Ochrony. (onet.pl)
- Federalna Służba Bezpieczeństwa poinformowała, że w trakcie operacji antyterrorystycznej w Dagestanie na południu Rosji zastrzelono pięciu ekstremistów, w tym wysokiego rangą przywódcę Państwa Islamskiego, Rustama Aselderowa. W miejscu gdzie przebywali zwolennicy IS znaleziono broń automatyczną, dużą ilość amunicji oraz materiały wybuchowe. (tvn24.pl)
- W Austrii odbyła się powtórzona druga runda wyborów prezydenckich. (wp.pl)
- W Uzbekistanie odbyły się wybory prezydenckie. (onet.pl)
- We Włoszech odbyło się referendum konstytucyjne w sprawie proponowanego przez centrolewicowy rząd pakietu reform, który w założeniu ma usprawnić działanie dysfunkcyjnej i często chaotycznej włoskiej demokracji. (wp.pl, onet.pl)
- Premier Włoch Matteo Renzi ogłosił podczas konferencji prasowej dot. wyników referendum, że rezygnuje z dalszego pełnienia funkcji premiera w związku z odrzuceniem w głosowaniu projektu zmian w ustawie zasadniczej. (wp.pl)
- Ulewne opady deszczu spowodowały powódź w południowej Hiszpanii. Wydano najwyższe ostrzeżenie w związku z niebezpiecznym zjawiskiem. Najgorsza sytuacja jest w Maladze i okolicy. (tvnmeteo.tvn24.pl)
- Urna z prochami przywódcy rewolucji kubańskiej i byłego prezydenta Kuby Fidela Castro, który zmarł w wieku 90 lat, spoczęła na cmentarzu Santa Ifigenia w Santiago de Cuba. Pogrzeb miał charakter prywatny. (onet.pl)

## 3 grudnia
- 21 górników zginęło w wyniku wybuchu metanu w działającej bez licencji kopalni węgla w prowincji Heilongjiang, w północno-wschodnich Chinach. Jeden górnik uważany jest za zaginionego. (wp.pl)
- Tureckie siły zbrojne poinformowały o zabiciu 20 bojowników zdelegalizowanej Partii Pracujących Kurdystanu, którzy próbowali zaatakować bazy wojskowe w prowincji Hakkari na południowym wschodzie kraju. (onet.pl)
- 17 górników zginęło wyniku eksplozji, do jakiej doszło w kopalni węgla kamiennego w Mongolii Wewnętrznej na północy Chin. 10 górników było uwięzionych pod ziemią. (wp.pl)
- W pożarze w klubie muzycznym w Oakland w Kalifornii w Stanach Zjednoczonych zginęło 9 osób, z kolei 25 uznano za zaginione. Ogień pojawił się podczas imprezy w klubie, który znajdował się w pofabrycznym magazynie. W akcji ratowniczej uczestniczyło ponad 50 strażaków. (wp.pl)
- Trzy kobiety zostały zastrzelone w fińskim mieście Imatra. Ofiary to szefowa tamtejszej rady miejskiej i dwie dziennikarki. Policja zatrzymała 23-letniego mieszkańca Imatry podejrzanego o dokonanie tych zabójstw. (onet.pl)
- Setki tysięcy mieszkańców Korei Południowej uczestniczyły w marszu, który przeszedł pod siedzibę prezydent w Seulu, domagając się dymisji zamieszanej w skandal korupcyjny szefowej państwa, Park Geun-hye. Według organizatorów w demonstracji wzięło udział 500 tys. osób. (wp.pl)
- W Grecji otwarto wystawę, na której po raz pierwszy zaprezentowano przedmioty znalezione w antycznym wraku w pobliżu wyspy Andikitiry podczas podwodnych ekspedycji w latach 2014–2015. To tam znaleziono mechanizm, który naukowcy uznają za najstarszy komputer świata. (onet.pl)

## 2 grudnia
- 13 osób zginęło w wyniku trwających od kilku dni pożarów w rejonie łańcucha gór Great Smoky Mountains w stanie Tennessee na południu USA. Blisko tysiąc domów i firm ucierpiało od ognia. Najbardziej poszkodowane zostało turystyczne miasto Gatlinburg. (onet.pl)
- 8 osób zginęło, a dwie zostały ranne w wypadku autobusu, który stoczył się rano czasu lokalnego do jeziora w prowincji Hubei w środkowych Chinach. (wp.pl)
- Podczas spotkania ze swoimi wyborcami w mieście Cincinnati w stanie Ohio prezydent elekt Donald Trump potwierdził wybór emerytowanego generała Jamesa Mattisa na stanowisko sekretarza obrony. Mattis będzie pierwszym generałem na czele Pentagonu od czasów George’a Marshalla. (onet.pl)
- Fragment żelaznej bramy z napisem „Arbeit macht frei”, skradziony ponad dwa lata temu z byłego obozu koncentracyjnego w Dachau pod Monachium, został najprawdopodobniej odnaleziony w Norwegii. (onet.pl)
- Rosyjski statek kosmiczny Progress MS-04, który miał dostarczyć 2,5 t ładunku na Międzynarodową Stację Kosmiczną, spłonął w atmosferze na wysokości 190 km nad Tuwą przy granicy Rosji z Mongolią. (onet.pl)
- Egipscy archeolodzy dokonali odkrycia pozostałości miasta, które funkcjonowało nad Nilem 7 tys. lat temu. Wg wstępnych danych mogło być częścią stolicy jednego z pierwszych egipskich imperiów. Pozostałości starożytnego miasta znaleziono zaledwie 400 m od Świątyni Grobowej Setiego I w mieście Abydos, gdzie archeolodzy wykopali fragmenty budynków, narzędzi, naczyń i co najmniej 15 grobów. (tvnmeteo.tvn24.pl)

## 1 grudnia
- Maha Vajiralongkorn, jedyny syn zmarłego w październiku Bhumibola Adulyadeja, został nowym królem Tajlandii. Przyjął imię Rama X. (Wyborcza.pl)
- Trzęsienie ziemi o magnitudzie 6,3 nawiedziło południowe Peru o godz. 17.40 czasu lokalnego (godz. 23.40 czasu polskiego). Epicentrum wstrząsów znajdowało się 77 km na północny wschód od miasta Juliaca położonego w pobliżu jeziora Titicaca, na granicy z Boliwią. Wstrząsy doprowadziły do poważnych uszkodzeń budynków oraz awarii linii komunikacyjnych, zwłaszcza w prowincji Lampa. Nie ma informacji o ofiarach. (onet.pl)
- W wyborach prezydenckich w Gambii triumfował Adama Barrow, pokonując m.in. rządzącego krajem od ponad 20 lat Yahyę Jammeha. (gazetaprawna.pl)